# Steakknife
Steakknife ist eine Punk-/Hardcore-Band aus Saarbrücken.

## Geschichte
Die Band wurde 1989 unter dem Namen „Ankry Simons“ gegründet, benannte sich aber mit Erscheinen der ersten Platte Godpill um in „Steakknife“.
Die Band hatte etliche Besetzungswechsel – unter anderem spielten: Joke (Gitarre, 1991), Hebbel (Bass, 1991–1993), Trixi Poodle (Bass, 1996), Thomas H. (Bass, Gitarre, 1991–1997) und Rocket A. Polle (Gitarre, Gesang, 1993–2002). Ab 2002 blieb die Besetzung stabil.

## Diskografie
Alben
- 1995: Godpill (X-MIST)
- 1997: Songs Men Have Died For (Steakhouse (Vinyl) und Semaphore (CD))
- 2000: Plugged into the Amp of God (Noisolution)
- 2004: Stuff 1991-2004 (Noisolution)
- 2007: Parallel Universe of the Dead (Rookie Records)
- 2015: One Eyed Bomb (Rookie Records)